# Proctalgia fugace
La Proctalgia fugace (lat.: proctalgia = “dolore anale“, fugax = “rapido“) è una sindrome dolorosa anorettale che si manifesta con dolori crampiformi di breve durata nel distretto ano-rettale.

## Epidemiologia
La proctalgia fugace ha una prevalenza di 8-18% nella popolazione generale. Essendo i sintomi di breve durata e ad insorgenza infrequente, solo il 17-20% di coloro che ne soffrono si rivolgono al medico. Le donne sono più colpite degli uomini, così come i pazienti sotto al 45 anno d'età.

## Cause
A causa della brevità della durata dei sintomi e della loro comparsa sporadica, allo stato attuale non esistono studi che ne abbiano chiarito le cause precise e la fisiopatologia. Esistono tuttavia osservazioni che suggeriscono che questa patologia sia dovuta a spasmi della muscolatura liscia rettale. Infatti si sono notati disfunzioni dei muscoli anorettali durante gli episodi di proctalgia fugace; la stessa muscolatura non ha invece disfunzioni nelle fasi tra gli attacchi. Molti pazienti vengono descritti come abnormemente perfezionisti, ansiosi o ipocondriaci. Purtuttavia non viene ad oggi più accettata la causa psicosomatica, nonostante lo stress possa scatenarne i sintomi.

## Presentazione clinica
I pazienti lamentano dolori acuti anorettali a comparsa improvvisa, che durano da pochi secondi ad alcuni minuti. Spesso i pazienti vengono sorpresi da un attacco durante il sonno. Sintomi accompagnatori possono essere nausea, vertigini e stimolo alla defecazione.

## Diagnosi
La diagnosi è puramente anamnestica. La visita proctologica esclude la diagnosi differenziale della Coccigodinia.

### La diagnosi differenziale
Esistono diverse patologie che causano sintomi simili alla proctalgia fugace, come la sindrome dell´elevatore dell´ano, che si manifesta con dolori cronici o episodici della durata di circa 20 minuti. La coccigodinia entra pure in diagnosi differenziale.

## Terapia
Nello stadio critico sono indicati esercizi di rilassamento dell´apparato muscolare anorettale. Camminare, la posizione accovacciata e l´applicazione locale di calore possono aiutare contro il dolore.
Massaggi locali del perineo e del retto possono contribuire alla risoluzione dei dolori crampiformi.
La terapia con preparati a base di nitroglicerina possono ridurre la frequenza degli episodi. I pazienti dovrebbero venir tranquillizzati contro timori di malattie più gravi, come tumori. Il blocco del nervo pudendo porta alla risoluzione dei sintomi nel 65% dei casi e al loro miglioramento nel 25%.

## Prognosi
In letteratura non esistono studi che veicolino in modo sicuro una risposta affidabile circa le possibilità di guarigione o la prognosi. Analogamente, non si conosce una profilassi efficace.

## Storia
Nella letteratura scientifica la prima descrizione della patologia risale al 1883, quando il medico inglese A. S. Myrtle documentò di aver assistito diversi pazienti nel suo ambulatorio con dolori anali non chiari.